# Brutal Sports Football
Brutal Sport Football (в Германии — Crazy Football) — компьютерная игра для платформ Amiga, Atari Jaguar, DOS и Sega Genesis в жанре спортивный симулятор, разработанная в 1993 году Teque London Ltd. Существует версия на Sega Genesis под названием Beast Ball, но она не издавалась официально, а прототип игры появился в сети в 2011 году.

## Игровой процесс
Игра представляет собой американский футбол/регби без правил, где одна цель — забросить овальный мяч в ворота соперников. В игре нет перерывов на расстановки, трава поля портится от падений и взрывов, можно бить соперников (есть эффекты брызг крови), валить их в прыжке, использовать оружие и бонусы. Лежащего противника можно пинать. При убийстве соперника у него отлетает голова, которую можно кидать и пинать. Также можно победить, если убить всех соперников.

## Sega Genesis версия
Если в игре нажать паузу и затем B, то появится тестовое меню с различными настройками, где 2-му игроку можно выбирать другие команды, то есть одинаковыми командами можно играть только за людей. К тому же при игре через это меню у 1-го первого игрока всегда минимальное количество жизней, если 2-й игрок выберет команду, отличную от людей.

## Восприятие
Обозреватели в целом достаточно высоко оценили игру, отмечая быстрый и жестокий игровой процесс, побуждающий игроков к состязанию между собой. В числе недостатков игры называется отсутствие плавности графики и неполное использование звуковых возможностей оборудования.